# Giampaolo Crepaldi
Giampaolo Crepaldi (Pettorazza Grimani, 29 de setembro de 1947) é arcebispo católico italiano, desde 4 de julho de 2009 o 106º bispo de Trieste.

## Biografia
Ele nasceu em Pettorazza Grimani, na província de Rovigo e na diocese de Chioggia, em 29 de setembro de 1947.

### Formação e ministério sacerdotal
Depois de uma preparação para o sacerdócio, em 17 de julho de 1971 foi ordenado sacerdote na paróquia de Villadose por Dom Giovanni Mocellini para a diocese de Adria (hoje diocese de Adria-Rovigo). Desde o início exerceu a pastoral como vigário cooperativo na paróquia de Villanova del Ghebbo e Castelmassa.
Em 1975 licenciou-se em Filosofia pela Universidade de Bolonha e, em 1977, obteve o diploma de especialização, novamente em Filosofia, na Universidade de Pádua. Em 1981 obteve o doutorado em teologia pela Pontifícia Universidade Urbaniana e, em 1989, a licenciatura em Direito Canônico pela Pontifícia Universidade Lateranense.
Em 1977 foi nomeado delegado episcopal para a pastoral social e foi nomeado diretor do centro diocesano de formação profissional. Em 1985 foi nomeado pároco de Cambio e, no ano seguinte, diretor do escritório episcopal para os problemas sociais e trabalhistas da Conferência Episcopal Italiana.
Em 9 de abril de 1994 foi nomeado subsecretário do Pontifício Conselho Justiça e Paz.

### Ministério episcopal
Em 3 de março de 2001, o Papa João Paulo II o nomeou secretário do Pontifício Conselho para a Justiça e Paz e bispo titular de Bisarcio; ele sucede a Diarmuid Martin, anteriormente nomeado observador permanente da Santa Sé nas Nações Unidas. No dia 19 de março seguinte recebeu a ordenação episcopal, na basílica de São Pedro, no Vaticano, do mesmo pontífice, co-consagrando os cardeais Angelo Sodano e Giovanni Battista Re.
Ele é o fundador e presidente do observatório internacional "Cardeal Van Thuán" da Doutrina Social da Igreja. É também autor de publicações principalmente sobre o mesmo tema e leciona pastoral social na Pontifícia Universidade Lateranense. É membro do Pontifício Conselho para a Pastoral dos Migrantes e Itinerantes.
Em 4 de julho de 2009, o Papa Bento XVI o nomeia bispo de Trieste, com o título de arcebispo; ele sucede a Eugenio Ravignani, que renunciou após ter atingido o limite de idade. Em 4 de outubro ele toma posse da diocese.
Anuncia o Sínodo diocesano que se abre em 11 de outubro de 2012 com o tema Permanetis in fide fundati et Stabiles, que está idealmente vinculado ao Ano da Fé.
Em 14 de janeiro de 2019 salta para as honras do noticiário nacional por ter declarado em entrevista ao jornal La Verità que para a doutrina social da Igreja não há direito de migrar, afirmando que para isso “os povos devem permanecer em seus terras ".
No dia 2 de fevereiro de 2023, o Papa Francisco aceitou a sua renúncia, apresentada por ter atingido o limite de idade, do governo pastoral da diocese de Trieste; foi sucedido por Enrico Trevisi, do clero de Cremona. Permanece administrador apostólico da diocese até a entrada do seu sucessor, que ocorre no dia 23 de abril seguinte.